# Качка чорна
Качка чорна (Anas sparsa) — вид водоплавних птахів родини качкових (Anatidae).

## Поширення
Чорні качки населяють Африку на південь від Сахари. Ареал виду простягається від Ефіопії на сході до південного краю африканського континенту. Є окремі популяції в Габоні та Камеруні. Вид рідкісний в Анголі та Намібії, а також у західній Екваторіальній Африці. Мешкає в основному в річках на високогір'ї та в лісистих районах.

## Опис
Качка має рівномірне темно-коричневе забарвлення по всьому тілу, за винятком окремих строкатих смуг білого кольору на спині та хвості. Дзьоб темно-сірий, очі карі, ноги помаранчеві. Другорядні махові пера мають темно-зелений дзеркальний колір. Статевого диморфізму між статями немає. Середні розміри тіла 35 см в довжину, вага приблизно 320—500 грам.